# Marija Švajncer
Marija Švajncer, slovenska filozofinja, publicistka in pesnica * 1949, Maribor.
Osnovno šolo in gimnazijo je obiskovala v Mariboru. Še kot dijakinja Prve gimnazije je postala prejemnica dijaške Prešernovo nagrado za ciklus pesmi Pesimizem neke mladosti. Pesmi in prozo je v mladosti objavljala v Dialogih, Katedri, Tribuni in Večeru, pravljice pa v 7 D.
Od leta 1974 je zaposlena na Pedagoški fakulteti v Mariboru. Sprva je predavala filozofijo kot skupni predmet in etiko na področju družboslovja, od leta 1993 pa je predavala Zgodovino filozofije II in etiko. Na natečaju Mladike je prejela leta 2010 prvo nagrado in leta 2011 drugo nagrado za ciklus pesmi, 2014 pa Glazerjevo listino MO Maribor. Mladinski roman Samotni bralec (2014) je bil nominiran za nagrado večernica.